# Domenico Ceccarossi
Domenico Ceccarossi (Orsogna, 19 novembre 1910 – Ciampino, 24 gennaio 1997) è stato un musicista italiano, noto per essere stato uno dei più famosi suonatori di corno dell'Abruzzo nel XX secolo.

## Biografia
Nato nel paese di Orsogna nella provincia di Chieti, Ceccarossi ricevette le sue prime lezioni di corno nella scuola denominata "Banda di Orsogna". Nel 1931, divenuto già noto nel suo paese e nella zona per le marcette e le opere scritte sull'uso dello strumento, Ceccarossi si trasferì a Milano dove ricevette l'incarico di dirigere l'orchestra sinfonica per le radio. Successivamente egli si trasferì a Torino. Negli anni del dopoguerra Ceccarossi ricevette l'incarico di gestire l'Accademia di Santa Cecilia, scuola per soli cornisti dove lui era assolo e dal 1951 si trasferì prima a Roma e infine a Pesaro per insegnare in varie accademie. Dal 1971 insegnò ai Corsi musicali estivi di Lanciano, cui partecipò anche a varie rassegne musicali. È scomparso a 86 anni nel paese di Ciampino in Lazio nel 1997.
Il Fondo Ceccarossi è conservato nella Biblioteca comunale di Orsogna.

## Saggi sull'uso del corno
- Le possibilità coloristiche del corno, Roma 1949
- Scuola completa di corno (4 volumi), Alphonse Leduc, Parigi 1951
- Preludio e variazioni per corni, da Gioachino Rossini (revisione di Domenico Ceccarossi), Leo. S. Olschki, Firenze 1954
- Dieci capricci per corno, Alphonse Leduc, Parigi 1955
- Il Corno attraverso il suo sviluppo tecnico e coloristico, Ricordi, Milano 1957
- L. Cherubini, 2 Sonate in fa maggiore per corno e orchestra d'archi (riduzione per corno e pianoforte e revisione di Domenico Ceccarossi), Curci, Milano 1966
- Invito al Corno (1° Volume), Ancona 1978
- Invito al Corno (2° Volume), Ancona 1984
- Invito al Corno (3° Volume), Ancona 1987
- Guida critica ed estetica delle opere concertistiche per corno di W.A. Mozart, ERI, Nuova Rivista Musicale, Roma, n. 4, 1986
- 10 Preludi per solo corno
- Trio per 3 corni in fa maggiore - F.S. Mercadante, Concerto in re minore per corno e orchestra d'archi (riduzione per corno e pianoforte e revisione di Domenico Ceccarossi), De Gemini (Pentaphon), Roma 1993
- I concerti per corno di Mozart, Rocco Carabba Editore, Lanciano 1995